# روبرت لي سكوت جونيور
روبرت لي سكوت جونيور (بالإنجليزية: Robert Lee Scott Jr.)‏ هو ضابط أمريكي، ولد في 12 أبريل 1908 في واينيسبورو في الولايات المتحدة، وتوفي في 27 فبراير 2006 في وارنر روبينز في الولايات المتحدة.